# Segestria pusilla
Segestria pusilla är en spindelart som beskrevs av Hercule Nicolet 1849. Segestria pusilla ingår i släktet ormspindlar, och familjen sexögonspindlar. Inga underarter finns listade i Catalogue of Life.